# 르비우주
르비우주(우크라이나어: Львівська область)는 우크라이나 서부에 위치한 주로 주도는 르비우이며 면적은 21,833km2, 인구는 2,552,900명(2009년 1월 기준)이다. 서쪽으로는 폴란드 루블린주와 포트카르파츠키에주, 북쪽으로는 볼린주와 리우네주, 동쪽으로는 테르노필주, 남쪽으로는 이바노프란키우스크주, 자카르파탸주와 접한다.

## 역사
르비우주는 소련에 의해 1939년 12월 4일에 신설되었다. 과거에는 폴란드-리투아니아 연방을 거쳐 오스트리아-헝가리 제국의 영토였고, 제1차 세계 대전 이후 폴란드 제2공화국의 영토가 되었다. 그라나 1939년 나치 독일의 폴란드 침공 이후에 독일과 소련에 의해 폴란드가 분할되자 소련에 편입되었다.

## 같이 보기
- 폴란드 제2공화국

## 참고
1. ↑  (영어) The number of the actual population as of January 1, 2009 보관됨 2010-03-12 - 웨이백 머신, 2010년 7월 5일 확인함